# Nellie Bellflower
Nellie Bellflower (* 1. Mai 1946 in Phoenix, Arizona) ist eine US-amerikanische Schauspielerin, Synchronsprecherin und Filmproduzentin.

## Leben
Nellie Bellflower begann ihre Schauspielkarriere als Nebendarstellerin in Fernsehserien wie Rauchende Colts, Happy Days und Starsky & Hutch, bevor sie in Animationsfilmen wie The Return of the King und Das letzte Einhorn als Synchronsprecherin engagiert wurde.
1996 gründete Nelle Bellflower mit Birnam Wood ein Theaterunternehmen, mit welchem sie Off-Broadway-Stücke produzierte. Im Jahr 2001 gründete sie mit Keylight Entertainment ihr eigenes Filmproduktionsunternehmen. Seitdem produzierte sie mit Wenn Träume fliegen lernen und Miss Pettigrews großer Tag bereits zwei Spielfilme, wobei sie für ersten gleich eine Oscarnominierung für den Besten Film erhielt.

## Filmografie (Auswahl)
- 1974: Rauchende Colts (Gunsmoke, Fernsehserie, 1 Episode)
- 1975: Happy Days (Fernsehserie, 1 Episode)
- 1976: Starsky & Hutch (Starsky and Hutch, Fernsehserie, 2 Episoden)
- 1979: Barnaby Jones (Fernsehserie, 1 Episode)
- 1980: The Return of the King
- 1982: Das letzte Einhorn (The Last Unicorn)
- 2004: Wenn Träume fliegen lernen (Finding Neverland)
- 2008: Miss Pettigrews großer Tag (Miss Pettigrew Lives for a Day)

## Auszeichnungen
Oscar
- 2005: Nominierung für den Besten Film mit Wenn Träume fliegen lernen